# 러스티 (비디오 게임)
《러스티》는 C랩이 제작한 1993년 액션 게임이다. PC-98, MS-DOS 및 엡슨 PC 플랫폼으로 개발돼 일본서 1993년 7월 출시됐다.
플레이어는 흡혈귀 사냥꾼 러스티 스프링컬을 조종하며 블러디 마리가 주술의 제물로 납치한 여자들을 구하기 위해 모험을 떠나는 이야기를 그렸다. 《캐슬바니아》 시리즈와 유사한 게임플레이를 채용한 것이 특징으로, 러스티가 주무기로 사용하는 채찍과 기타 보조무기로 스테이지를 돌파하고 보스를 물리치는 것이 목표이다.

## 개발
《러스티》는 니다 나오토가 기획, 프로그래밍 및 각본을 맡았으며 코야마 마사요시가 프로듀서를 담당했다. 음악은 카지하라 마사히로, 타카미 류와 아라카와 켄이치가 맡았다.

## 참조

### 내용주
1. ↑  영어: Rusty, 일본어: ラスティ